# Liste der Mitglieder des Thüringer Landtags (7. Wahlperiode)
Diese Liste gibt einen Überblick über alle bei der Wahl am 27. Oktober 2019 gewählten Mitglieder des Thüringer Landtags der 7. Wahlperiode. Die konstituierende Sitzung war am 26. November 2019. Die Wahlperiode endete mit der konstituierenden Sitzung des 8. Landtags.

## Veränderungen
Seit der Landtagswahl gab es folgende Veränderung im Landtag:
- Linke: 29
- SPD: 8
- Grüne: 5
- FDP: 4
- CDU: 21
- AfD: 18
- Sonst.: 5

| Fraktion                              | Beginn der Legislaturperiode | Stand 12. August 2024 | Zugänge                                          | Abgänge                                                      | Saldo |
| ------------------------------------- | ---------------------------- | --------------------- | ------------------------------------------------ | ------------------------------------------------------------ | ----- |
| Die Linke                             | 29                           | 28                    | Martin-Gehl, Vogtschmidt                         | Hennig-Wellsow, Werner, Engel                                | –1    |
| AfD                                   | 22                           | 18                    | Gröger, Dietrich, Schröder                       | Kaufmann, Gröning, Schütze, Kniese, Sesselmann, Frosch, Aust | −4    |
| CDU                                   | 21                           | 21                    | Polster                                          | Herrgott                                                     | ± 0   |
| SPD                                   | 8                            | 8                     | Hartung, Merz, Möller, Mühlbauer                 | Tiefensee, Taubert, Maier, Hartung                           | ± 0   |
| Bündnis 90/Die Grünen                 | 5                            | 5                     | Pfefferlein, Wahl                                | Adams, Siegesmund                                            | ± 0   |
| FDP (Fraktionsstatus verloren)        | 5                            | 4                     |                                                  | Bergner                                                      | −1    |
| BfTh (zwischenzeitlich Gruppenstatus) | 0                            | 0                     | Gröning, Schütze, Kniese, Bergner                | Gröning, Schütze, Kniese, Bergner                            | ± 0   |
| Fraktionslose (kein Fraktionsstatus)  | 0                            | 6                     | Gröning, Schütze, Kniese, Bergner, Frosch, Engel |                                                              | +6    |

## Vorstand
- Präsidentin des Thüringer Landtags:[3]
 Birgit Pommer (Die Linke)
- Vizepräsidenten des Thüringer Landtags:[3]
  - Michael Kaufmann (AfD) (von 5. März 2020[4] bis 5. November 2021)
  - Henry Worm (CDU)
  - Dorothea Marx (SPD) (bis 1. Juni 2023)
 Diana Lehmann (SPD) (ab 2. Juni 2023)[5]
  - Astrid Rothe-Beinlich (Bündnis 90/Die Grünen) (bis 13. Mai 2020)[6]
 Madeleine Henfling (Bündnis 90/Die Grünen) (ab 14. Mai 2020)[7]
  - Dirk Bergner (FDP)

## Fraktionsvorstände
| Fraktion              | Vorsitzende                                                            | Stellvertretende Vorsitzende                                                                                                | Parlamentarische Geschäftsführer                                            |
| --------------------- | ---------------------------------------------------------------------- | --- | --------------------------------------------------------------------------- |
| Die Linke             | Susanne Hennig-Wellsow bis 1. März 2021 Steffen Dittes ab 6. März 2021 | Ronald Hande Katja Mitteldorf                                                                                               | André Blechschmidt                                                          |
| CDU                   | Mike Mohring bis 2. März 2020 Mario Voigt ab 2. März 2020              | Michael Heym Christina Tasch Andreas Bühl bis 2. März 2020 Raymond Walk Christian Tischner Christoph Zippel ab 2. März 2020 | Maik Kowalleck bis 2. März 2020 Andreas Bühl ab 2. März 2020                |
| AfD                   | Björn Höcke                                                            | Olaf Kießling Jens Cotta Denny Jankowski                                                                                    | Stefan Möller bis 4. Februar 2020 Torben Braga ab 4. Februar 2020           |
| SPD                   | Matthias Hey                                                           | Lutz Liebscher | Diana Lehmann bis 1. Juni 2023 Dorothea Marx ab Juni 2023                   |
| Bündnis 90/Die Grünen | Dirk Adams bis 17. März 2020 Astrid Rothe-Beinlich ab 18. März 2020    | Olaf Müller | Astrid Rothe-Beinlich bis 18. März 2020 Madeleine Henfling ab 18. März 2020 |

## Abgeordnete
| Bild | Mitglied des Landtages                           | geb. | Fraktion                 | Wahlkreis                                     | Erststimmen in % | Kommentar | Ausschüsse/Gremien |
| ---- | ------------------------------------------------ | ---- | ------------------------ | --------------------------------------------- | ---------------- | --- | --- |
|      | Franziska Baum                                   | 1982 | FDP                      | Landesliste                                   |                  | | - Ausschuss für Bildung, Jugend und Sport - Ausschuss für Migration, Justiz und Verbraucherschutz                                                      |
|      | Patrick Beier                                    | 1993 | LINKE                    | Landesliste                                   |                  | | - Ausschuss für Migration, Justiz und Verbraucherschutz - Ausschuss für Umwelt, Energie und Naturschutz                                                |
|      | Dirk Bergner                                     | 1965 | FDP                      | Landesliste                                   |                  | Landtagsvizepräsident                                                                                            | - Ausschuss für Infrastruktur, Landwirtschaft und Forsten - Innen- und Kommunalausschuss - Wahlprüfungsausschuss                                       |
|      | Ute Bergner                                      | 1957 | fraktionslos             | Landesliste                                   |                  | ab 6. September 2021 Bürger für Thüringen, zuvor FDP                                                             | |
|      | Sascha Bilay                                     | 1979 | LINKE                    | Landesliste                                   |                  | | - Haushalts- und Finanzausschuss - Innen- und Kommunalausschuss                                                                                        |
|      | André Blechschmidt                               | 1957 | LINKE                    | Erfurt IV                                     | 32,2 %           | | - Ausschuss für Europa, Kultur und Medien |
|      | Torben Braga                                     | 1991 | AfD                      | Landesliste                                   |                  | | - Haushalts- und Finanzausschuss - Wahlprüfungsausschuss                                                                                               |
|      | Andreas Bühl                                     | 1987 | CDU                      | Ilm-Kreis I                                   | 33,3 %           | | - Ausschuss für Bildung, Jugend und Sport - Ausschuss für Wirtschaft, Wissenschaft und digitale Gesellschaft                                           |
|      | Jens Cotta                                       | 1972 | AfD                      | Kyffhäuserkreis II                            | 29,2 %           | | - Ausschuss für Europa, Kultur und Medien - Haushalts- und Finanzausschuss                                                                             |
|      | Torsten Czuppon                                  | 1966 | AfD                      | Sömmerda II                                   | 29,6 %           | | - Innen- und Kommunalausschuss - Petitionsausschuss |
|      | Jens Dietrich                                    | 1965 | AfD                      | Landesliste                                   |                  | im Juli 2023 nachgerückt für Robert Sesselmann                                                                   | |
|      | Steffen Dittes                                   | 1973 | LINKE                    | Weimar II                                     | 28,6 %           | Fraktionsvorsitzender                                                                                            | - Innen- und Kommunalausschuss (Vorsitzender) |
|      | Cordula Eger                                     | 1972 | LINKE                    | Landesliste                                   |                  | | - Ausschuss für Migration, Justiz und Verbraucherschutz - Ausschuss für Soziales, Arbeit, Gesundheit und Gleichstellung (stellvertretende Vorsitzende) |
|      | Volker Emde                                      | 1964 | CDU                      | Greiz I                                       | 35,0 %           | | - Haushalts- und Finanzausschuss (Vorsitzender) |
|      | Kati Engel                                       | 1982 | parteilos                | Landesliste                                   |                  | für Die Linke gewählt; am 12. August 2024 aus der Partei ausgetreten                                             | - Ausschuss für Bildung, Jugend und Sport - Petitionsausschuss                                                                                         |
|      | Karlheinz Frosch                                 | 1950 | partei- und fraktionslos | Saalfeld-Rudolstadt I                         | 29,1 %           | Alterspräsident am 27. Mai 2024 aus der AfD-Fraktion ausgetreten                                                 | - Ausschuss für Bildung, Jugend und Sport - Ausschuss für Wirtschaft, Wissenschaft und digitale Gesellschaft                                           |
|      | Markus Gleichmann                                | 1986 | LINKE                    | Landesliste                                   |                  | | - Ausschuss für Europa, Kultur und Medien - Innen- und Kommunalausschuss                                                                               |
|      | Thomas Gottweiss                                 | 1979 | CDU                      | Weimar I – Weimarer Land II                   | 29,4 %           | | - Petitionsausschuss - Ausschuss für Umwelt, Energie und Naturschutz                                                                                   |
|      | Thomas Gröger                                    | 1967 | AfD                      | Landesliste                                   |                  | am 6. November 2021 nachgerückt für Michael Kaufmann                                                             | |
|      | Birger Gröning                                   | 1975 | partei- und fraktionslos | Gotha I                                       | 24,5 %           | am 23. März 2022 aus der AfD-Fraktion ausgetreten vom 20. Juni 2022 bis Dezember 2022 Bürger für Thüringen       | - Ausschuss für Europa, Kultur und Medien - Petitionsausschuss                                                                                         |
|      | Lena Saniye Güngör                               | 1993 | LINKE                    | Landesliste                                   |                  | | - Ausschuss für Soziales, Arbeit, Gesundheit und Gleichstellung                                                                                        |
|      | Ronald Hande                                     | 1977 | LINKE                    | Landesliste                                   |                  | | - Haushalts- und Finanzausschuss (stellvertretender Vorsitzender)                                                                                      |
|      | Madeleine Henfling                               | 1983 | GRÜNE                    | Landesliste                                   |                  | Landtagsvizepräsidentin (ab 14. Mai 2020)                                                                        | - Ausschuss für Europa, Kultur und Medien - Innen- und Kommunalausschuss - Wahlprüfungsausschuss                                                       |
|      | Jörg Henke                                       | 1961 | AfD                      | Landesliste                                   |                  | | - Ausschuss für Infrastruktur, Landwirtschaft und Forsten                                                                                              |
|      | Martin Henkel                                    | 1975 | CDU                      | Wartburgkreis I                               | 34,4 %           | | - Haushalts- und Finanzausschuss - Ausschuss für Wirtschaft, Wissenschaft und digitale Gesellschaft                                                    |
|      | Corinna Herold                                   | 1961 | AfD                      | Landesliste                                   |                  | | - Petitionsausschuss - Ausschuss für Soziales, Arbeit, Gesundheit und Gleichstellung                                                                   |
|      | Matthias Hey                                     | 1970 | SPD                      | Gotha II                                      | 38,2 %           | Fraktionsvorsitzender                                                                                            | |
|      | Michael Heym                                     | 1962 | CDU                      | Schmalkalden-Meiningen I                      | 26,3 %           | | - Petitionsausschuss |
|      | Björn Höcke                                      | 1972 | AfD                      | Landesliste                                   |                  | Fraktionsvorsitzender                                                                                            | |
|      | Nadine Hoffmann                                  | 1979 | AfD                      | Hildburghausen I – Schmalkalden-Meiningen III | 29,0 %           | | - Ausschuss für Umwelt, Energie und Naturschutz (Vorsitz)                                                                                              |
|      | Denny Jankowski                                  | 1983 | AfD                      | Landesliste                                   |                  | | - Ausschuss für Bildung, Jugend und Sport |
|      | Ralf Kalich                                      | 1961 | LINKE                    | Landesliste                                   |                  | | - Ausschuss für Infrastruktur, Landwirtschaft und Forsten                                                                                              |
|      | Jörg Kellner                                     | 1958 | CDU                      | Sömmerda I – Gotha III                        | 27,0 %           | | - Ausschuss für Europa, Kultur und Medien - Innen- und Kommunalausschuss                                                                               |
|      | Thomas L. Kemmerich                              | 1965 | FDP                      | Landesliste                                   |                  | Fraktionsvorsitzender (bis 6. September 2021)                                                                    | - Ausschuss für Wirtschaft, Wissenschaft und digitale Gesellschaft                                                                                     |
|      | Olaf Kießling                                    | 1967 | AfD                      | Ilm-Kreis II                                  | 29,6 %           | | - Haushalts- und Finanzausschuss |
|      | Cornelia Klisch                                  | 1972 | SPD                      | Landesliste                                   |                  | | - Petitionsausschuss - Ausschuss für Soziales, Arbeit, Gesundheit und Gleichstellung                                                                   |
|      | Tosca Kniese                                     | 1978 | fraktionslos             | Landesliste                                   |                  | am 6. Dezember 2021 aus der AfD-Fraktion ausgetreten ab 20. Juni 2022 Bürger für Thüringen                       | - Ausschuss für Europa, Kultur und Medien - Ausschuss für Wirtschaft, Wissenschaft und digitale Gesellschaft                                           |
|      | Thadäus König                                    | 1982 | CDU                      | Eichsfeld I                                   | 49,0 %           | | - Ausschuss für Bildung, Jugend und Sport (stellvertretender Vorsitzender) - Ausschuss für Soziales, Arbeit, Gesundheit und Gleichstellung             |
|      | Katharina König-Preuss                           | 1978 | LINKE                    | Landesliste                                   |                  | | - Innen- und Kommunalausschuss |
|      | Knut Korschewsky                                 | 1960 | LINKE                    | Landesliste                                   |                  | | - Ausschuss für Europa, Kultur und Medien - Ausschuss für Wirtschaft, Wissenschaft und digitale Gesellschaft                                           |
|      | Maik Kowalleck                                   | 1974 | CDU                      | Saalfeld-Rudolstadt II                        | 30,6 %           | | - Haushalts- und Finanzausschuss |
|      | Dieter Laudenbach                                | 1957 | AfD                      | Landesliste                                   |                  | | - Innen- und Kommunalausschuss - Ausschuss für Wirtschaft, Wissenschaft und digitale Gesellschaft (Vorsitzender)                                       |
|      | Wolfgang Lauerwald                               | 1955 | AfD                      | Gera II                                       | 32,9 %           | | - Ausschuss für Soziales, Arbeit, Gesundheit und Gleichstellung - Ausschuss für Umwelt, Energie und Naturschutz                                        |
|      | Diana Lehmann                                    | 1983 | SPD                      | Landesliste                                   |                  | Landtagsvizepräsidentin (ab 2. Juni 2023)                                                                        | - Haushalts- und Finanzausschuss - Ausschuss für Wirtschaft, Wissenschaft und digitale Gesellschaft                                                    |
|      | Lutz Liebscher                                   | 1985 | SPD                      | Landesliste                                   |                  | | - Ausschuss für Infrastruktur, Landwirtschaft und Forsten - Ausschuss für Umwelt, Energie und Naturschutz                                              |
|      | Ute Lukasch                                      | 1961 | LINKE                    | Landesliste                                   |                  | | - Ausschuss für Infrastruktur, Landwirtschaft und Forsten - Petitionsausschuss                                                                         |
|      | Gudrun Lukin                                     | 1954 | LINKE                    | Jena II                                       | 32,3 %           | | - Haushalts- und Finanzausschuss - Ausschuss für Infrastruktur, Landwirtschaft und Forsten                                                             |
|      | Marcus Malsch                                    | 1978 | CDU                      | Wartburgkreis III                             | 29,0 %           | | - Ausschuss für Infrastruktur, Landwirtschaft und Forsten - Ausschuss für Migration, Justiz und Verbraucherschutz                                      |
|      | Iris Martin-Gehl                                 | 1956 | LINKE                    | Landesliste                                   |                  | am 14. Juli 2020 nachgerückt für Heike Werner                                                                    | |
|      | Dorothea Marx                                    | 1957 | SPD                      | Landesliste                                   |                  | Landtagsvizepräsidentin (bis 1. Juni 2023)                                                                       | - Innen- und Kommunalausschuss - Ausschuss für Migration, Justiz und Verbraucherschutz - Wahlprüfungsausschuss                                         |
|      | Katja Maurer                                     | 1991 | LINKE                    | Landesliste                                   |                  | | - Ausschuss für Umwelt, Energie und Naturschutz |
|      | Beate Meißner                                    | 1982 | CDU                      | Sonneberg I                                   | 41,5 %           | | - Ausschuss für Migration, Justiz und Verbraucherschutz - Ausschuss für Soziales, Arbeit, Gesundheit und Gleichstellung - Wahlprüfungsausschuss        |
|      | Janine Merz                                      | 1980 | SPD                      | Landesliste                                   |                  | am 1. Juni 2020 nachgerückt für Heike Taubert                                                                    | |
|      | Katja Mitteldorf                                 | 1985 | LINKE                    | Nordhausen II                                 | 32,6 %           | | - Ausschuss für Europa, Kultur und Medien (Vorsitzende)                                                                                                |
|      | Mike Mohring                                     | 1971 | CDU                      | Weimarer Land I – Saalfeld-Rudolstadt III     | 31,2 %           | Fraktionsvorsitzender (bis 2. März 2020)                                                                         | |
|      | Denny Möller                                     | 1979 | SPD                      | Landesliste                                   |                  | am 1. Juli 2020 nachgerückt für Georg Maier                                                                      | |
|      | Stefan Möller                                    | 1975 | AfD                      | Landesliste                                   |                  | | - Ausschuss für Migration, Justiz und Verbraucherschutz (Vorsitzender)                                                                                 |
|      | Robert-Martin Montag                             | 1980 | FDP                      | Landesliste                                   |                  | | - Ausschuss für Europa, Kultur und Medien - Ausschuss für Soziales, Arbeit, Gesundheit und Gleichstellung                                              |
|      | Eleonore Mühlbauer                               | 1964 | SPD                      | Landesliste                                   |                  | am 2. August 2024 nachgerückt für Thomas Hartung                                                                 | |
|      | Ringo Mühlmann                                   | 1975 | AfD                      | Landesliste                                   |                  | | - Innen- und Kommunalausschuss |
|      | Anja Müller                                      | 1973 | LINKE                    | Landesliste                                   |                  | | - Ausschuss für Migration, Justiz und Verbraucherschutz - Petitionsausschuss - Wahlprüfungsausschuss                                                   |
|      | Olaf Müller                                      | 1963 | GRÜNE                    | Landesliste                                   |                  | | - Haushalts- und Finanzausschuss |
|      | Babette Pfefferlein                              | 1973 | GRÜNE                    | Landesliste                                   |                  | am 18. März 2020 nachgerückt für Dirk Adams                                                                      | |
|      | Ralf Plötner                                     | 1983 | LINKE                    | Landesliste                                   |                  | | |
|      | Regina Polster                                   | 1962 | CDU                      | Landesliste                                   |                  | am 13. März 2024 nachgerückt für Christian Herrgott                                                              | |
|      | Birgit Pommer (bis 22. Juli 2022: Birgit Keller) | 1959 | LINKE                    | Nordhausen I                                  | 32,3 %           | Landtagspräsidentin                                                                                              | |
|      | Bodo Ramelow                                     | 1956 | LINKE                    | Erfurt III                                    | 42,1 %           | | |
|      | Daniel Reinhardt                                 | 1986 | LINKE                    | Gera I                                        | 32,5 %           | | |
|      | Astrid Rothe-Beinlich                            | 1973 | GRÜNE                    | Landesliste                                   |                  | Landtagsvizepräsidentin (bis 13. Mai 2020) Fraktionsvorsitzende (ab 18. März 2020)                               | |
|      | Thomas Rudy                                      | 1959 | AfD                      | Altenburger Land I                            | 29,5 %           | | |
|      | Christian Schaft                                 | 1991 | LINKE                    | Landesliste                                   |                  | | |
|      | Stefan Schard                                    | 1974 | CDU                      | Kyffhäuserkreis I – Eichsfeld III             | 34,4 %           | | |
|      | Stefan Schröder                                  | 1983 | AfD                      | Landesliste                                   |                  | am 16. Juli 2024 nachgerückt für René Aust                                                                       | |
|      | Andreas Schubert                                 | 1970 | LINKE                    | Landesliste                                   |                  | | |
|      | Lars Schütze                                     | 1974 | partei- und fraktionslos | Unstrut-Hainich-Kreis II                      | 27,3 %           | am 13. Oktober 2021 aus der AfD-Fraktion ausgeschlossen vom 20. Juni 2022 bis Dezember 2022 Bürger für Thüringen | |
|      | Karola Stange                                    | 1959 | LINKE                    | Erfurt I                                      | 28,9 %           | | |
|      | Christina Tasch                                  | 1959 | CDU                      | Eichsfeld II                                  | 41,5 %           | | |
|      | Uwe Thrum                                        | 1974 | AfD                      | Saale-Orla-Kreis I                            | 29,0 %           | | |
|      | Stephan Tiesler                                  | 1978 | CDU                      | Saale-Holzland-Kreis I                        | 26,1 %           | | |
|      | Christian Tischner                               | 1981 | CDU                      | Greiz II                                      | 30,4 %           | | |
|      | Jonas Urbach                                     | 1982 | CDU                      | Unstrut-Hainich-Kreis I                       | 31,1 %           | | |
|      | Donata Vogtschmidt                               | 1998 | LINKE                    | Landesliste                                   |                  | am 6. November 2021 nachgerückt für Susanne Hennig-Wellsow                                                       | |
|      | Mario Voigt                                      | 1977 | CDU                      | Saale-Holzland-Kreis II                       | 34,1 %           | Fraktionsvorsitzender (ab 2. März 2020)                                                                          | |
|      | Marit Wagler                                     | 1983 | LINKE                    | Landesliste                                   |                  | | |
|      | Laura Wahl                                       | 1994 | GRÜNE                    | Landesliste                                   |                  | am 18. März 2020 nachgerückt für Anja Siegesmund                                                                 | |
|      | Raymond Walk                                     | 1962 | CDU                      | Wartburgkreis II – Eisenach                   | 26,9 %           | | |
|      | Philipp Weltzien                                 | 1987 | LINKE                    | Suhl – Schmalkalden-Meiningen IV              | 30,7 %           | | |
|      | Torsten Wolf                                     | 1968 | LINKE                    | Jena I                                        | 31,5 %           | | |
|      | Henry Worm                                       | 1963 | CDU                      | Hildburghausen II – Sonneberg II              | 34,1 %           | Landtagsvizepräsident                                                                                            | |
|      | Christoph Zippel                                 | 1982 | CDU                      | Altenburger Land II                           | 37,0 %           | | |

## Ausgeschiedene Abgeordnete
| Bild | Mitglied des Landtages | geb.      | Fraktion | Wahlkreis                 | Kommentar |
| ---- | ---------------------- | --------- | -------- | ------------------------- | --- |
|      | Dirk Adams             | 1968      | GRÜNE    | Landesliste               | am 17. März 2020 ausgeschieden, Nachrückerin: Babette Pfefferlein Fraktionsvorsitzender (bis 17. März 2020)             |
|      | René Aust              | 1987      | AfD      | Schmalkalden-Meiningen II | am 15. Juli 2024 ausgeschieden, Nachrücker: Stefan Schröder                                                             |
|      | Thomas Hartung         | 1970–2024 | SPD      | Landesliste               | am 5. Dezember 2019 nachgerückt für Wolfgang Tiefensee; am 30. Juli 2024 verstorben, Nachrückerin: Eleonore Mühlbauer   |
|      | Susanne Hennig-Wellsow | 1977      | LINKE    | Erfurt II                 | am 5. November 2021 ausgeschieden, Nachrückerin: Donata Vogtschmidt                                                     |
|      | Christian Herrgott     | 1984      | CDU      | Saale-Orla-Kreis II       | am 12. März 2024 ausgeschieden, Nachrückerin: Regina Polster                                                            |
|      | Michael Kaufmann       | 1964      | AfD      | Landesliste               | am 5. November 2021 ausgeschieden, Nachrücker: Thomas Gröger; Landtagsvizepräsident (5. März 2020 bis 5. November 2021) |
|      | Georg Maier            | 1967      | SPD      | Landesliste               | am 30. Juni 2020 ausgeschieden, Nachrücker: Denny Möller                                                                |
|      | Robert Sesselmann      | 1973      | AfD      | Landesliste               | im Juli 2023 ausgeschieden, Nachrücker: Jens Dietrich                                                                   |
|      | Anja Siegesmund        | 1977      | GRÜNE    | Landesliste               | am 17. März 2020 ausgeschieden, Nachrückerin: Laura Wahl                                                                |
|      | Heike Taubert          | 1958      | SPD      | Landesliste               | am 31. Mai 2020 ausgeschieden, Nachrückerin: Janine Merz                                                                |
|      | Wolfgang Tiefensee     | 1955      | SPD      | Landesliste               | am 4. Dezember 2019 ausgeschieden, Nachrücker: Thomas Hartung                                                           |
|      | Heike Werner           | 1969      | LINKE    | Landesliste               | am 13. Juli 2020 ausgeschieden, Nachrückerin: Iris Martin-Gehl                                                          |